# Matthieu Ladagnous
Matthieu Ladagnous (ur. 12 grudnia 1984 w Pau) – francuski kolarz szosowy, a wcześniej torowy, zawodnik należącej do dywizji UCI WorldTeams drużyny FDJ. 
Jest mistrzem Europy U-23 w madisonie z 2001 roku i mistrzem świata juniorów w tej samej konkurencji z 2002 roku. Na mistrzostwach Europy U-23 zdobył ponadto złoty medal w madisonie w 2003 roku, brązowy w scratchu w 2004 roku i srebrny w wyścigu punktowym w 2005 roku. Na igrzyskach olimpijskich w Atenach w 2004 roku wraz z kolegami zajął siódme miejsce w drużynowym wyścigu na dochodzenie, a rywalizacji w madisonie nie ukończył. Cztery lata później, podczas igrzysk w Pekinie był ósmy w drużynowym wyścigu na dochodzenie oraz siódmy w madisonie. Zajął ponadto 63. miejsce w Vuelta a España w 2009 roku i 93. miejsce w Tour de France rok później.

## Najważniejsze osiągnięcia

### kolarstwo torowe
2002
- 1. miejsce w mistrzostwach świata (juniorzy, madison)

2003
- 1. miejsce w mistrzostwach Francji do lat 23 (madison)
- 1. miejsce w mistrzostwach Francji do lat 23 (wyścig punktowy)

2004
- 1. miejsce w mistrzostwach Francji do lat 23 (ind. wyścig na dochodzenie)
- 1. miejsce w mistrzostwach Francji (madison)

2005
- 1. miejsce w mistrzostwach Francji do lat 23 (druż. wyścig na dochodzenie)

2006
- 1. miejsce w mistrzostwach Francji do lat 23 (druż. wyścig na dochodzenie)

### kolarstwo szosowe
2006
- 1. miejsce na 5. etapie Tour Méditerranéen

2007
- 1. miejsce w Quatre Jours de Dunkerque
  - 1. miejsce na 5. etapie

2009
- 1. miejsce w La Tropicale Amissa Bongo
  - 1. miejsce na 1. etapie
- 1. miejsce w Polynormande

2011
- 1. miejsce na 1. etapie Tour de Wallonie
- 2. miejsce w Tour du Limousin
  - 1. miejsce na 3. i 4. etapie

2013
- 1. miejsce w Boucles de l’Aulne
- 1. miejsce na 3. etapie Tour du Limousin
- 5. miejsce w Ronde van Vlaanderen
- 6. miejsce w Gandawa-Wevelgem